# Sidney (Maine)
Sidney è un comune degli Stati Uniti d'America, situato nello Stato del Maine, nella contea di Kennebec.